# サラ・ニシロ＝ロッソ
サラ・ニシロ＝ロッソ（Sarah Nichilo-Rosso  1976年10月22日- ）はフランスのイゼール県・サン＝マルタン＝デール出身の柔道選手。階級は48kg級。身長161cm。

## 人物
1994年の世界ジュニア決勝ではアメリカのヒラリー・ウルフに敗れて2位だった。1996年のアトランタオリンピックには国内のライバルであるフレデリク・ジョシネやシルビー・メルーとの代表争いに競い勝って出場するものの、3回戦で北朝鮮のケー・スンヒに有効で敗れて、その後敗者復活戦を勝ち上がるが、3位決定戦ではキューバのアマリリス・サボンに技ありで敗れて5位にとどまった。1998年からはヨーロッパ選手権を2連覇すると、1999年の世界選手権では準々決勝で谷亮子に判定(0-3)で敗れるが3位となった。翌年のシドニーオリンピックでは初戦で北朝鮮のチャ・ヒョニャンに掬投で敗れると、敗者復活戦でも中国の趙順心に内股返で敗れて7位に終わった。その後、2003年には階級を52kg級に上げるが、これといった活躍は見られなかった。

## 主な戦績
- 1993年 - フランス国際　3位
- 1994年 - 世界ジュニア　2位
- 1994年 - ヨーロッパジュニア　優勝
- 1995年 - チェコ国際　2位
- 1996年 - チェコ国際　優勝
- 1996年 - オランダ国際　2位
- 1996年 - アトランタオリンピック　5位
- 1997年 - イギリス国際　優勝
- 1997年 - 福岡国際　3位
- 1998年 - フランス国際　優勝
- 1998年 - ヨーロッパ選手権　優勝
- 1998年 - ワールドカップ団体戦　2位
- 1999年 - フランス国際　3位
- 1999年 - オランダ国際　優勝
- 1999年 - ヨーロッパ選手権　優勝
- 1999年 - 世界選手権　3位
- 2000年 - フランス国際　5位
- 2000年 - ヨーロッパ選手権　3位
- 2000年 - シドニーオリンピック　7位
- 2000年 - 福岡国際　3位
- 2001年 - フランス国際　優勝
- 2001年 - 世界選手権　7位
- 2001年 - 地中海競技大会　3位
- 2002年 - ドイツ国際　5位
- 2003年 - フランス国際　7位(52kg級)
- 2003年 - ロシア国際　7位(52kg級)